# حقوق ال‌جی‌بی‌تی در آفریقا
به غیر از آفریقای جنوبی، حقوق همجنسگرایان مرد، همجنسگرایان زن، دوجنسگرایان و تراجنسیتی‌ها (ال‌جی‌بی‌تی) در مقایسه با بسیاری از مناطق دیگر جهان بسیار محدود است.
همجنسگرایی در سراسر قاره آفریقا یافت می‌شود. از ۵۵ کشوری که توسط سازمان ملل یا اتحادیه آفریقا یا هر دو به رسمیت شناخته می‌شوند، مجمع بین‌المللی مردان و زنان همجنسگرا اظهار داشته‌است که در سال ۲۰۱۵ همجنسگرایی در ۳۴ کشور آفریقایی غیرقانونی بوده‌است. دیده‌بان حقوق بشر اشاره می‌کند که دو کشور دیگر بنین و جمهوری آفریقای مرکزی همجنسگرایی را غیرقانونی اعلام نکرده‌اند اما دارای قوانین و مقررات خاصی هستند که بین افراد همجنسگرا و دگرجنسگرا به‌طور متفاوت اعلام می‌شوند.
فعالیت همجنسگرایانه بین بزرگسالان هرگز در بورکینافاسو، جمهوری آفریقای مرکزی، چاد، جمهوری کنگو، ساحل عاج، جمهوری دموکراتیک کنگو، جیبوتی، گینه استوایی، گابن، ماداگاسکار، مالی، نیجر، رواندا غیرقانونی نشده‌است.
از سال ۲۰۱۱ برخی از کشورهای توسعه یافته در حال در نظر گرفتن یا به اجرا درآوردن قوانینی هستند که به موجب آن بودجه حمایت از کشورهایی که حقوق همجنسگرایان را محدود می‌کنند، محدود یا به کلی قطع شود. با وجود این وجود، بسیاری از کشورهای آفریقایی حاضر به افزایش در نظر گرفتن حقوق ال‌جی‌بی‌تی نیستند و در برخی موارد پیش‌نویس قوانینی برای افزایش تحریم‌ها علیه ال‌جی‌بی‌تی آماده کرده‌اند. بسیاری از رهبران آفریقایی ادعا می‌کنند که همجنسگرایی به این قاره از دیگر نقاط جهان آورده شده‌است. بیشتر دانشمندان با این وجود بر این باورند که همجنسگرایی برای مدت طولانی‌ای قسمتی از فرهنگ‌های مختلف آفریقایی است.
در سودان، جنوب سومالی و شمال نیجریه، همجنسگرایی دارای مجازات مرگ است. در اوگاندا، تانزانیا و سیرالئون، مجرم می‌تواند برای همجنسگرایی حبس ابد دریافت کند. علاوه بر جرم‌انگاری همجنسگرایی، نیجریه قانونی تصویب کرده‌است که به موجب آن حمایت اعضای دگرجنسگرای خانواده، حامیان و دوستان افراد ال‌جی‌بی‌تی از آنان غیرقانونی است. با توجه به قانون نیجریه یک دگرجنسگرای حامی «که عمل اداره کردن، مشاهده کردن، تشویق کردن یا کمک کردن» هر شکلی از رفتار ناهمنوا با جنسیت و همجنسگرایی را بر عهده داشته باشد، به ۱۰ سال زندان محکوم خواهد شد. آفریقای جنوبی بیشترین نگرش لیبرال را نسبت به همجنسگرایان مرد و زن داراست و دارای قانون اساسی‌ای است که حقوق مردان و زنان همجنسگرا و ازدواج با همجنس را تضمین می‌کند. در قلمروهای اسپانیایی و فرانسوی نیز ازدواج با همجنس قانونی است.
مسافران مرد و زن همجنسگرا به هنگام مسافرت به آفریقا باید احتیاط کنند. نمایش محبت در انظار عمومی به‌طور کلی باید اجتناب شود، که البته شامل همهٔ زوج‌های همجنسگرا و دگرجنسگرا می‌شود. همجنسگرادوست‌ترین کشور آفریقایی آنطور که در مستند تچیندا معرفی شده‌است، کیپ ورد است.